# Tuscumbia (Alabama)
 Tuscumbia, Alabama és una població dels Estats Units a l'estat d'Alabama. Segons el cens del 2000 tenia 7.856 habitants.

## Demografia
Segons el cens del 2000, Tuscumbia tenia 7.856 habitants, 3.469 habitatges, i 2.199 famílies La densitat de població era de 415,5 habitants/km².
Dels 3.469 habitatges en un 25,4% hi vivien nens de menys de 18 anys, en un 46,2% hi vivien parelles casades, en un 14% dones solteres, i en un 36,6% no eren unitats familiars. En el 34,5% dels habitatges hi vivien persones soles el 17,5% de les quals corresponia a persones de 65 anys o més que vivien soles. El nombre mitjà de persones vivint en cada habitatge era de 2,19 i el nombre mitjà de persones que vivien en cada família era de 2,81.
Per edats la població es repartia de la següent manera: un 20,8% tenia menys de 18 anys, un 8,5% entre 18 i 24, un 24,9% entre 25 i 44, un 23,9% de 45 a 60 i un 21,9% 65 anys o més.
L'edat mediana era de 42 anys. Per cada 100 dones hi havia 83,6 homes. Per cada 100 dones de 18 o més anys hi havia 78,6 homes.
La renda mediana per habitatge era de 27.793 $ i la renda mediana per família de 39.831 $. Els homes tenien una renda mediana de 32.159 $ mentre que les dones 18.860 $. La renda per capita de la població era de 18.302 $. Aproximadament l'11,1% de les famílies i el 15,1% de la població estaven per davall del llindar de pobresa.

## Poblacions més properes
El següent diagrama mostra les poblacions més properes.